# The March of Time

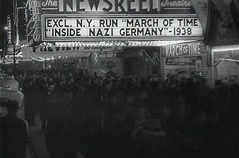
Vorführung in New York 1938

The March of Time ist eine US-amerikanische Wochenschau- und Dokumentarfilm-Reihe, die in englischsprachigen Kinos zwischen 1935 und 1951 gezeigt wurde.

## Geschichte
Die Reihe wurde von Time, Inc. entwickelt. Sie basierte auf einer Radio-Serie gleichen Namens, die vier Jahre früher entstand und anfangs auf CBS Radio gesendet wurde.
The March of Time wurde gewöhnlich wie eine Wochenschau im Vorprogramm von Spielfilmen in den Kinos gezeigt. Es war jedoch eine monatlich neu aufgelegte Reihe von kurzen, meist aufwändig gedrehten Dokumentationen, die insgesamt doppelt so lang waren wie die normalen Wochenschauen. Es handelte sich um Reportagen, die direkt an den Schauplätzen gedreht wurden und auch inszenierte Elemente enthielten. Durch die Auswahl der Schauplätze und Szenen wurden nicht nur Informationen weitergegeben, sondern auch bestimmte Aussagen unterstützt und Botschaften an das Publikum vermittelt.
Die Produzenten sprachen von Bildjournalismus und beschrieben das Verhältnis von The March of Time zu den Wochenschauen wie das der wöchentlichen, gedruckten Magazine mit ihren Kommentaren und ausführlichen Analysen zu den Tageszeitungen.
The March of Time wurde am erstmals am 1. Februar 1935 präsentiert und startete in mehr als 500 Kinos. Jede Folge dauerte 20 oder 30 Minuten. Westbrook Van Voorhis, der Moderator der Radiosendungen, war auch der Sprecher in den Filmbeiträgen. Die Reihe war von Anfang an beliebt beim Kinopublikum. Sie wurde auf dem Höhepunkt ihrer Verbreitung von 25 Millionen amerikanischer Kinobesucher pro Monat gesehen. Es wurde sehr aufwändig und oft außerhalb der USA mit einem großen Stab gedreht. Daher betrugen die Produktionskosten bis zu 50.000 US-Dollar pro Folge, die aber wegen der Kürze der Produktionen und ihrer Funktion als Vorprogramm vor dem Hauptfilm nicht wieder zur Gänze hereingebracht werden konnten. Dennoch überlebte die filmische Version von The March of Time das gleichnamige Radio-Vorbild, das bereits im Jahr 1945 eingestellt worden war, um sechs Jahre. Hauptsächlich die zunehmende Verbreitung des Fernsehens in den USA machte diese Art der Reportage obsolet.
The March of Time erhielt bei der Oscarverleihung 1937 einen Ehrenoscar.